# Ribolhos
Ribolhos is een plaats (freguesia) in de Portugese gemeente Castro Daire en telt 306 inwoners (2001).